# Ampulex toroensis
Ampulex toroensis är en  stekelart som beskrevs av Rowland Edwards Turner 1919.
Ampulex toroensis ingår i släktet Ampulex och familjen Ampulicidae. Inga underarter finns listade i Catalogue of Life.